# Hamza Choudhury
Hamza Dewan Choudhury (Loughborough, 1 de octubre de 1997) es un futbolista británico-bangladesí que juega en la demarcación de centrocampista para el Leicester City F. C. de la EFL Championship de Inglaterra.

## Trayectoria
Tras empezar a formarse como futbolista con el Leicester City F. C., finalmente subió al primer equipo en 2015, aunque antes de debutar se marchó en calidad de cedido al Burton Albion F. C. en la English Football League One y posteriormente en la English Football League Championship. En 2017 volvió al Leicester City F. C., haciendo su debut el 19 de septiembre de 2017 en la Copa de la Liga contra el Liverpool F. C., entrando al terreno de juego en el minuto 84 tras sustituir a Wilfried Ndidi.
Desde el día de su estreno jugó 84 partidos con el primer equipo en cinco temporadas, marchándose cedido al Watford F. C. en agosto de 2022 por una campaña y con una opción de compra al final de la misma. Esta no se hizo efectiva y regresó a Leicester, donde participó en 46 encuentros más antes de volver a ser prestado al Sheffield United F. C. en enero de 2025.

## Selección nacional

### Selección inglesa sub-21
El 26 de mayo de 2018, Choudhury hizo su debut con la selección sub-21 de Inglaterra, entrando como suplente durante la victoria por 2-1 contra China en el Torneo Esperanzas de Toulon de 2018. Choudhury fue titular con Inglaterra en el siguiente partido del torneo, un empate 0-0 contra México.
El 27 de mayo de 2019, Choudhury fue incluido en la convocatoria de 23 futbolistas de Inglaterra para la Eurocopa Sub-21 de 2019, pero recibió una tarjeta roja directa por una entrada imprudente durante la segunda mitad de la derrota inaugural por 2-1 ante Francia en Cesena.
Si bien es elegible para representar a Bangladés y Granada, Choudhury expresó en octubre de 2019 que su objetivo era jugar con Inglaterra, diciendo: "Jugar para Inglaterra es mi mayor sueño, representar a la selección absoluta".

### Selección bangladesí
Choudhury obtuvo su pasaporte bangladesí el 23 de agosto de 2024, y el 24 de septiembre de 2024, la Asociación Inglesa de Fútbol le emitió un Certificado de No Objeción (NOC), lo que le permitió representar oficialmente a Bangladés.
El 9 de febrero de 2025, Hamza fue incluido en el equipo preliminar para el partido de tercera ronda de la clasificación para la Copa Asiática 2027 contra India. El 25 de marzo, hizo su debut con Bangladés en un empate 0-0 contra India.

## Vida personal
Choudhury habla sylheti con bastante fluidez. Choudhury es musulmán sunita y asistió a una madrasa vespertina durante su juventud. Ha declarado que antes de salir del vestuario para un partido, recita fragmentos del Corán en árabe, como el Verso del trono y varias aduás.
En abril de 2019, Choudhury se disculpó por sus tuits sobre la raza y el suicidio. Más tarde, la Asociación Inglesa de Fútbol lo acusó de mala conducta, imponiéndole una multa de £5000 y la obligación de asistir a un curso educativo.
Choudhury y su esposa tienen tres hijos nacidos en 2018, 2020 y 2023.
El 19 de enero de 2024, Choudhury fue sorprendido conduciendo bajo los efectos del alcohol en dirección contraria en West Bridgford tras olvidar su teléfono en un restaurante. El Tribunal de Magistrados de Nottingham le impuso una prohibición de conducir y una multa de 20 000 libras.
Tras conquistar la final de la FA Cup 2020-21, Choudhury y su compañero de equipo Wesley Fofana celebraron el triunfo envueltos en la bandera de Palestina, en un gesto que tuvo lugar en medio de la crisis israelí-palestina de 2021. En octubre de 2023, Choudhury usó la frase "Desde el río hasta el mar" en X. Posteriormente, la Asociación Inglesa de Fútbol escribió a los clubes para que le pidieran a sus jugadores que no usaran la frase en las redes sociales.
En 2025, Hamza recibió una bienvenida de héroe a su llegada a Bangladés.

## Estadísticas

### Clubes
Actualizado al último partido disputado el 24 de septiembre de 2024.
| Club                            | Div.          | Temporada     | Liga  | Liga  | Copas nacionales | Copas nacionales | Copas internacionales | Copas internacionales | Total | Total |
| Club                            | Div.          | Temporada     | Part. | Goles | Part.            | Goles            | Part.                 | Goles                 | Part. | Goles |
| ------------------------------- | ------------- | ------------- | ----- | ----- | ---------------- | ---------------- | --------------------- | --------------------- | ----- | ----- |
| Burton Albion F. C. Inglaterra  | 3.ª           | 2015-16       | 13    | 0     | 0                | 0                | —                     | —                     | 13    | 0     |
| Burton Albion F. C. Inglaterra  | 3.ª           | 2016-17       | 13    | 0     | 2                | 0                | —                     | —                     | 15    | 0     |
| Burton Albion F. C. Inglaterra  | Total club    | Total club    | 26    | 0     | 2                | 0                | 0                     | 0                     | 28    | 0     |
| Leicester City F. C. Inglaterra | 1.ª           | 2017-18       | 8     | 0     | 1                | 0                | —                     | —                     | 9     | 0     |
| Leicester City F. C. Inglaterra | 1.ª           | 2018-19       | 9     | 0     | 3                | 0                | —                     | —                     | 12    | 0     |
| Leicester City F. C. Inglaterra | 1.ª           | 2019-20       | 20    | 1     | 9                | 0                | —                     | —                     | 29    | 1     |
| Leicester City F. C. Inglaterra | 1.ª           | 2020-21       | 10    | 0     | 4                | 0                | 8                     | 1                     | 22    | 1     |
| Leicester City F. C. Inglaterra | 1.ª           | 2021-22       | 6     | 0     | 2                | 0                | 4                     | 0                     | 12    | 0     |
| Watford F. C. Inglaterra        | 2.ª           | 2022-23       | 36    | 0     | 1                | 0                | —                     | —                     | 37    | 0     |
| Watford F. C. Inglaterra        | Total club    | Total club    | 36    | 0     | 1                | 0                | 0                     | 0                     | 37    | 0     |
| Leicester City F. C. Inglaterra | 2.ª           | 2023-24       | 34    | 0     | 7                | 0                | —                     | —                     | 41    | 0     |
| Leicester City F. C. Inglaterra | 1.ª           | 2024-25       | 1     | 0     | 2                | 0                | —                     | —                     | 3     | 0     |
| Leicester City F. C. Inglaterra | Total club    | Total club    | 88    | 1     | 28               | 0                | 12                    | 1                     | 128   | 2     |
| Total carrera                   | Total carrera | Total carrera | 150   | 1     | 31               | 0                | 12                    | 1                     | 193   | 2     |

## Palmarés

### Campeonatos nacionales
| Título           | Club                 | País       | Año     |
| ---------------- | -------------------- | ---------- | ------- |
| FA Cup           | Leicester City F. C. | Inglaterra | 2020-21 |
| Community Shield | Leicester City F. C. | Inglaterra | 2021    |
| Championship     | Leicester City F. C. | Inglaterra | 2023-24 |